# Mycocepurus smithii
Mycocepurus smithii is een mier uit de onderfamilie Myrmicinae. De mier komt voor van Mexico tot Brazilië en Argentinië, en hier en daar in de Caraïben.
De mier is bekend als "landbouwmier", die een soort tuinen met schimmels onderhoudt en zelfs met insectenuitwerpselen bemest. Bovendien is de soort de eerste mierensoort waarvan bekend is dat die zich alleen ongeslachtelijk voortplant. De geslachtsorganen van de koninginnen zijn zover gedegenereerd dat zij niet bruikbaar zijn. Zij planten zich voort door zich te klonen. In meer dan honderd onderzochte nesten verdeeld over het gehele verspreidingsgebied werden bovendien geen mannetjes aangetroffen. Ook als aan de mieren andere schimmels te eten kregen, die ook door zich geslachtelijk voortplantende mieren worden gegeten, kwamen er geen mannetjes in de nesten. Het is opmerkelijk dat deze soort zo wijdverspreid voorkomt, omdat altijd werd gedacht dat puur ongeslachtelijke voortplanting een groot nadeel voor een soort is, die zich immers genetisch niet aan kan passen. 